# Доника Кастриоти
Андроника (Доника) Арианити Комнина Кастриоти е албанска аристократка от Княжество Арианити. Доника е съпруга на Георги Кастриоти Скендербег.

## Биография
Родена е през 1428 г. в Канина, днес в Албания. Дъщеря е на Георги Арианит Комнин, един от лидерите на лежката лига в антиосманската съпротива в продължение на повече от две десетилетия, и първата му жена Мария Музака. Баща ѝ Георги Арианити е част от рода Арианити, чийто владения се простират от долината Шкумба по стария път Виа Егнация и достигат източно от днешна Битоля. Майка ѝ Мария Музака е от от династията Музаки, чийто владения са в района на Музакия. Сестра ѝ Ангелина Арианити Комнина е омъжена за смедеревския деспот Стефан Бранкович и е обявена за светица от Сръбската православна църква.
Месец след договора от Гаета (според който Скендербег става васал на Алфонсо V Арагонски, т.е. на арагонската корона в замяна на военна помощ)), на 21 април 1451 г. Скендербег се жени за Доника в източноправославния манастир Арденица и така засилва връзките си с рода Арианити, във Фиер, днес в Югозападна Албания.
След смъртта на Скендербег и окончателното османско завоюване на албанските земи, през 1479 г. Доника Кастриоти заминава за Неапол, където получава убежище от крал Фердинандо I, който също като съпруга и е член на Ордена на Дракона. Семейство Кастриоти получават благороднически титли и владения в Неаполитанското кралство – Херцогство Сан Пиетро в Галатина и община Солето (Лече, Италия). Гьон II Кастриоти, синът на Доника и Скендербег, се жени за Ирина Бранкович, третата дъщеря на Лазар Бранкович, смедеревски деспот, и съпругата му Елена Палеологина.
Доника Кастриоти умира между 8 март 1505 г. и началото на септември 1506 г., когато Хуана Арагонска се завръща в Неапол.